# 김동진 (작곡가)
김동진(金東振, 일본식 이름: 金森東振, 1913년 3월 22일 ~ 2009년 7월 31일)은 일제강점기, 대한민국의 작곡가이다. 본관은 강화이다.

## 생애
평안남도 안주군 출신이다. 아버지가 목사인 가정에서 태어나 어릴 때부터 교회를 통해 서양음악을 접하게 되었다. 1923년부터 바이올린 연주를 배웠고 평양의 숭실중학교에 진학한 뒤에는 바이올린과 피아노, 화성학, 작곡을 공부했다. 숭실중학교 밴드부에서 바리톤과 클라리넷 등 여러 악기를 연주하기도 했다. 숭실중학교 재학 중이던 1931년에 김동환의 시에 곡을 붙인 〈봄이 오면〉은 처음 본격적으로 작곡한 노래이다.
1932년에 숭실중학교를 졸업하고 숭실전문학교에 진학했다. 숭실전문학교 2학년 때 작곡한 이은상 작시의 가곡 〈가고파〉는 한국인이 오래 애창하는 유명한 노래가 되었다. 이 노래는 한국 가곡의 최고 역작이자 가곡 저변 확대에 기틀을 마련한 것으로도 평가받는다. 1936년 숭실전문학교 문과를 졸업한 뒤 일본고등음악학교에 유학하여 바이올린을 전공했다. 일본에서는 〈양산도를 주제로 한 바이올린 협주곡〉 제1악장을 완성했다.
1938년에 일본 고등음악학교를 졸업하고, 만주 신경교향악단에서 바이올린 및 작곡을 담당하여 평양 국립심포니 창설 기념 지휘를 하기도 했다.
만주에 머무는 동안 관현악곡 〈양산가〉와 〈제례악〉, 교향시곡 〈만가〉를 비롯해 가곡 〈내마음〉, 〈수선화〉를 작곡하며 활발한 활동을 했다. 1945년 일본 제국이 태평양 전쟁에 패전하자 평양으로 돌아와 김원균평양음악대학의 전신인 국립음악학원 교수가 되었다. 평양에서도 관현악곡 〈신 밀양아리랑〉, 오페라 〈심청전〉을 썼으나 , 목사인 아버지가 수감되는 등 기독교 집안의 특성상 조선민주주의인민공화국 정권 하에서의 활동이 자유롭지 못했다.
1950년 한국 전쟁 중에 대한민국으로 거처를 옮겼고, 대한민국 육군의 종군작가단, 대한민국 해군의 정훈음악대 소속창작부장 겸 지휘자로 활동, 초대 예술원회원을 역임했다. 이후 숙명여자대학교 강사를 거쳐서 1953년 서라벌예술대학 음악과 교수로 임용되었다. 김동진에 따르면 이 시기에 뒷배경이 없는 월남 음악인이라는 이유로 활동에 많은 방해를 받고 좌익이라는 모함에 시달려야 했다. 서라벌예대 교수로 재직하면서 영화음악도 작곡하기 시작했고, 이후 경희대학교로 옮겨 갔다.

## 작품
작품으로는 오페라 〈심청전〉, 교성곡 〈조국〉, 〈승리의 길〉, 〈만가〉 등이 있고, 교향모음곡 〈제례가(祭禮歌)〉, 서곡 〈양산가〉와 가곡 〈가고파〉, 〈내 마음〉, 〈뱃노래〉, 〈수선화〉 등이 있으며 그 외에 1956년〈백치 아다다〉를 비롯하여 수많은 영화음악을 남겼다.
대한민국 정부 수립 10주년 기념 칸타타 〈국군은 죽어서 말한다〉(1958), 박정희의 대통령 취임식을 위한 칸타타 〈민족의 축원〉(1967), 〈민족의 행진〉(1971), 경희대학교 축전용인 〈대학찬가〉(1969), 〈대학송가〉(1974) 등을 작곡했다. 가곡 〈목련화〉는 〈대학송가〉에 삽입된 곡으로, 본래 목련을 경희대학교 교화로 삼게 된 의미를 설명하고자 개교 25주년을 기념하여 만든 작품이다.
한편, 김동진의 가극 《심청전》(1977)은 평양에서 작곡했던 심정천을 개작하여 1930년대 숭실전문학교 재학 중 창극을 보고 꾸준히 관심을 가져왔던 판소리의 현대화를 시도한 작품이다. 김동진은 이 장르에 '신창악'이라는 이름을 붙이고 보급을 위해 노력했다. 또다른 신창악 가극 《춘향전》은 1997년에 초연되었다.
기타 노래로는 다음과 같은 것들이 있다.
- 《육군가》(1951년)
- 《행군의 아침》
- 《국군의 날 노래》[4]
- 《6.25 노래》[4]
- 《발명의 노래》[4]
- 《철도의 노래》

## 수상
대한민국예술원 종신회원이며, 국민훈장 모란장, 3·1문화상, 대한민국예술원상, 은관 문화훈장을 수상했다.

## 이외 경력
- 前 신민당 당무위원 겸 문화예술행정특임고문(1977년 6월 ~ 1978년 3월)

## 친일 논란
1939년에 만주국의 신징 교향악단에 입단하여 제1바이올린 연주자 겸 작곡가로 활동했다. 이때 만주국 작곡가 협회에 가입하고 만주국 건국을 찬양하는 음악을 작곡하는 등 일본 제국의 만주 정책에 협조한 행적이 있다. 이 때문에 2008년 민족문제연구소가 친일인명사전에 수록하기 위해 정리한 친일인명사전 수록예정자 명단 음악 부문에 선정되었다.

## 참고 자료
- 전정임 (2004년 11월 3일). “[나의 生 나의 藝] 5. ‘가고파’ 작곡가 김동진”. 경향신문. 2008년 6월 2일에 확인함.
- “김동진(金東振)”. 예술로. 2007년 11월 21일에 원본 문서에서 보존된 문서. 2008년 6월 2일에 확인함.